# Tvardița
Tvardița – miasto (rum. oraș) w południowo-wschodniej Mołdawii w rejonie Taraclia; liczy 5,8 tys. mieszkańców (1 stycznia 2014).